# Erconholda
Erconholda is een geslacht van vlinders van de familie tandvlinders (Notodontidae).

## Soorten
- E. erconvalda Schaus, 1928
- E. mangholda Schaus, 1928